# Ploneta
Ploneta är ett släkte av fjärilar. Ploneta ingår i familjen snigelspinnare.
Kladogram enligt Catalogue of Life:
| Ploneta | \| \| Ploneta diducta \| \| \| \| \| \| Ploneta sordida \| \| \| \| |
|         | \| \| Ploneta diducta \| \| \| \| \| \| Ploneta sordida \| \| \| \| |
|         | Ploneta diducta                                                     |
|         |                                                                     |
|         | Ploneta sordida                                                     |
|         |                                                                     |